# Öjenäsbäcken (naturreservat)
Öjenäsbäcken är ett naturreservat i Arvika kommun i Värmlands län.
Området är naturskyddat sedan 2010 och är 40 hektar stort. Reservatet består av ett avsnitt av Öjenäsbäcken och de kringliggande skogklädda ravinen. 